# Єрьомкино (Ульяновська область)
Єрьомкино (рос. Ерёмкино) — село в Тереньгульському районі Ульяновської області Російської Федерації.
Населення становить 82 особи. Входить до складу муніципального утворення Білогорське сільське поселення.

## Історія
Від 2004 року входить до складу муніципального утворення Білогорське сільське поселення.

## Населення
| 2010 |
| ---- |
| 82   |